# Olalla Oliveros
Olalla Oliveros (ur. 1977 w Vigo) – hiszpańska zakonnica, dawniej modelka i aktorka.

## Życiorys
Olalla Oliveros urodziła się w 1977 roku w Vigo. W młodości występowała na scenie i tańczyła, z czasem zaczęła się pojawiać w reklamach i występować w serialach. Grała w „El comisario” (1999), „La familia Mata” (2007), „Fase terminal” (2010). Wystąpiła także w 2009 roku w serialu „Fuera de juego”, ale projekt zawieszono przed premierą. W następnych latach kontynuowała karierę jako modelka, jedna z popularniejszych w Hiszpanii. 1 maja 2014 roku porzuciła karierę medialną i wstąpiła do Zakonu Św. Michała i przyjęła imię Olalla del Sí de María, co było spowodowane wizytą w kościele w Fatimie.